# Peace, Love and Misunderstanding
Pour plus de détails, voir Fiche technique et Distribution.
Peace, Love and Misunderstanding est un film américain réalisé par Bruce Beresford, sorti en 2011.

## Synopsis
Une mère de famille en plein divorce décide d'emmener ses enfants passer quelques jours chez leur grand-mère à Woodstock.

## Fiche technique
- Titre : Peace, Love and Misunderstanding
- Réalisation : Bruce Beresford
- Scénario : Joseph Muszynski et Christina Mengert
- Pays d'origine : États-Unis
- Genre : comédie dramatique
- Date de sortie : 2011

## Distribution
- Catherine Keener : Diane Hudson
- Jane Fonda : Grace
- Nat Wolff : Jake Hudson
- Elizabeth Olsen : Zoe Hudson
- Jeffrey Dean Morgan : Jude
- Joyce Van Patten : Mariam
- Maddie Corman : Carole
- Kyle MacLachlan : Mark Hudson
- Poorna Jagannathan : Mira
- Chace Crawford : Cole
- Rosanna Arquette : Darcy
- Katharine McPhee : Sara